# Legends Never Die
Legends Never Die é uma canção da banda americana de pop rock Against the Current. Foi lançada em 24 de setembro de 2017, como música exclusiva para o Campeonato Mundial de League of Legends 2017. A canção foi escrita pela Riot Games, Alex Seaver e Justin Tranter, e produzida pela Riot Games, Alex Seaver e Oliver. Em 31 de setembro de 2017, Alan Walker lançou um remix oficial da música.
Em 18 de outubro de 2017, o videoclipe oficial foi lançado no canal da Riot Games no YouTube.

## Lista de músicas
| Download digital |                     |         |  |
| N.º              | Título              | Duração |  |
| 1.               | "Legends Never Die" | 03:55   |  |

| Download digital – Remix |                                         |         |  |
| N.º                      | Título                                  | Duração |  |
| 1.                       | "Legends Never Die (Alan Walker Remix)" | 02:47   |  |